# Guglielmo Moretti
Guglielmo Moretti (Forlì, 27 dicembre 1920 – Roma, 18 maggio 2017) è stato un giornalista, conduttore radiofonico e radiocronista italiano.

## Biografia
Ha svolto tutta la sua carriera in RAI, dov'era entrato nel dopoguerra. Appassionato di rugby, si recava spesso in Francia a seguire le partite del campionato transalpino. Ebbe modo di ascoltare una trasmissione radiofonica (Sports et Musique), nella quale cronisti-inviati commentavano in diretta dai campi di gioco le partite del giorno di rugby, calcio e pallacanestro. Moretti propose l'idea ai vertici Rai suggerendo di creare una trasmissione con collegamenti dai campi di calcio della Serie A. Ottenne però un diniego. Nel frattempo proseguì la sua carriera professionale fino a diventare capo della redazione sportiva Rai. Nel 1959, finalmente, il progetto fu approvato. Nacque così Tutto il calcio minuto per minuto, di cui Moretti fu coautore insieme a Roberto Bortoluzzi e Sergio Zavoli, che ideò il titolo. Il programma andò in onda per la prima volta il 10 gennaio 1960. Grazie all'intuizione di Moretti il calcio arrivò a tutti, in tempi in cui le notizie le si conosceva, leggendole, solo il giorno dopo. È stato il mentore giornalisti di grande livello come Sandro Ciotti, che gli ricordava i suoi trascorsi nel Forlì calcio, ed Enrico Ameri.
Dalla fine degli anni sessanta al 1976 condusse la trasmissione Domenica Sport. Insieme a Piero Pasini fu una delle voci più popolari della sede di Bologna. L'ultima sua presenza al microfono fu nelle vesti di caposquadra degli inviati Rai ai Giochi olimpici di Los Angeles 1984; successivamente divenne capo del pool sportivo dei radiocronisti Rai. Molto impegnato a livello sindacale, Moretti è stato per anni il presidente dell'Istituto di previdenza nazionale dei giornalisti e di Stampa Romana.
Nel 1984 ricevette il premio USSI "Una penna per lo sport". Nel 2011 fu premiato dall'USSI Roma.